# Cardi B
Belcalis Marlenis Almánzar (Bronx, New York, 1992. október 11. –), művésznevén Cardi B Grammy-díjas amerikai rapper, dalszerző és televíziós személyiség. 2017-ben a Bodak Yellow című dalával robbant be a köztudatba. Legelső albuma Invasion of Privacy címmel jelent meg 2018-ban.

## Ifjúkora
Belcalis Marlenis Almánzar 1992. október 11-én született Bronx-ban. Tinédzserkorában egy szupermarketben dolgozott Lower Manhattanben, egészen 19 éves koráig. 16 éves korában tagja volt a Bloods-nak, amely drogcsempészettel foglalkozik.
A Renaissance High School For Musical Theater & Technology középiskolába járt, ott végezte tanulmányait.
Mielőtt rapperré vált volna, sztriptíztáncosnő volt. Többször elmondta, hogy nem szégyelli volt munkáját, azt nyilatkozta, hogy ezzel akart a szegénységből és a családon belüli erőszakból kilábalni. Mialatt táncosnő volt, sok pozitív dolog is érte: „Sok dologtól megvédett. Mikor elkezdtem táncolni, visszamentem az iskolába.” A sztriptízelés volt az egyetlen megoldás arra, hogy elég pénzt szerezhessen, és kikerüljön a saját nyomorult helyzetéből. Ennek ellenére hamar kiiratkozott az iskolából, hogy a rappelésre összpontosíthasson.
2015-től 2017-ig szerepelt Love & Hip Hop: New York reality show-ban, illetve megjelent két mixtape-je, Gangsta Bitch Music, Vol. 1 és Gangsta Bitch Music, Vol. 2 néven.

## 2015–2016
2015 novemberében legelső zenés szereplése a jamaicai reggae énekessel, Shaggy-val volt, a „Boom boom” című remixben. 2015. december 15-én debütált első videóklipje, amely a Cheap Ass Weave számához készült.
2016 novemberében készült el vele az első magazinfotózás a Vibe magazinnal. 2016. szeptember 12-én a KSR Group kiadta az Underestimated: The Album collabot, melyben Cardi B mellett HoodCelebrityy, SwiftOnDemand, Cashflow Harlem és Josh X is közreműködött.
2017. január 20-án Cardi B kiadta második mixtape-jét, a Gangsta Bitch Music, Vol. 2-t. Februárban leszerződött a MAC Cosmetics-hez és a Rio Uribe's Gypsy Sport-hoz a New York-i divathét miatt. Kicsivel később leszerződött az Atlantic Records lemezkiadóhoz.
2017 májusában jelölve lett a BET Awards 2017-re a legjobb művész és legjobb női hip-hop előadó kategóriákban.

## 2017
2017-ben jelölték BET Awards-ra a legjobb új előadó és legjobb női hip-hop előadó kategóriákban. Bár nem kapta meg egyik díjat sem, fellépett az afterparty-n. 2017 júniusában szerepelt a The Fader nyári címlapján. Több mint 4000 ember előtt fellépett a MoMA PS1-on.Cardi B lett az első dominikai származású előadó 1958 óta. A Bodak Yellow hatszoros platina minősítést kapott, a The New York Times a nyár rap himnuszának nevezte. Jelölve lett a 60th Grammy Awards-on a legjobb rap előadás és legjobb rap dal kategóriákban. Megnyerte a 2017-es BET Hip Hop Awards-ot a legjobb dal kategóriában.
G-Eazy No Limit és a Migos Motorsport című számában is közreműködött. 2017 októberében fellépett Brooklynban a Powerhouse Musicon, olyan előadókkal, mint The Weeknd, a Migos és Lil Uzi Vert. Decemberben megjelent két száma: az Ozunával közösen készített La Modelo, és a 21 Savage-dzsel közösen készített Bartier Cardi.

## 2018: az első album
2018. január 3-án megjelent Bruno Mars Finesse című száma, amelyben Cardi B közreműködött. Január 18-án az első nő lett, akinek három száma is a Billboard Hot R&B/Hip-Hop top 10-es listájára került. Március 30-án egy újabb kislemeze, a Be Careful jelent meg, egy héttel az album megjelenése előtt.
A debütáló stúdióalbuma az Invasion of Privacy címet kapta. Az album az első helyen szerepelt az USA-ban, és számos elismerést kapott. Nyáron kiadta az I Like It című számhoz a videóklipet is, amelyben J Balvin és Bad Bunny is szerepel.

## Magánélete
Édesanyja Trinidad és Tobago szigetéről származik, édesapja dominikai. Sok időt töltött nagyanyja otthonában, Washington Heights-ban, ahonnan az akcentusa is származik. 2017 elején kezdett Offset-tel randizni, a Migos formáció egyik tagjával. Amikor a The Fader a kapcsolatukról kérdezett, így nyilatkozott: 2018. április 7-én Cardi fellépett a Saturday Night Live-ban, fehér feszülős ruhája pedig végre felfedte a valóságot a több hónapig tartó spekulációnak, hogy valóban terhes-e. Június 25-én a TMZ egy házassági szerződést talált, amelyben az szerepelt, hogy Offset és Cardi B 2017 szeptemberében (jóval a nyilvános lánykérés előtt) összeházasodott a hálószobájukban. Cardi később ezt meg is erősítette. 2018. július 10-én megszületett első közös kislányuk, Kulture Kiari Cephus.

## Diszkográfia
Stúdióalbumok
- Invasion of Privacy (2018)